# Wolfgang Scheidel
Wolfgang Scheidel (Erfurt, 1 de marzo de 1943) es un deportista de la RDA que compitió en luge en las modalidades individual y doble.
Participó en dos Juegos Olímpicos de Invierno en los años 1968 y 1972, obteniendo una medalla de oro en Sapporo 1972 en la prueba individual. Ganó tres medallas en el Campeonato Mundial de Luge entre los años 1965 y 1970, y dos medallas en el Campeonato Europeo de Luge en los años 1970 y 1971.

## Palmarés internacional
| Juegos Olímpicos   | Juegos Olímpicos      | Juegos Olímpicos  | Juegos Olímpicos |
| Año                | Lugar                 | Medalla           | Prueba           |
| ------------------ | --------------------- | ----------------- | ---------------- |
| 1972               | Sapporo (Japón)       | Medalla de oro    | Individual       |
| Campeonato Mundial |                       |                   |                  |
| Año                | Lugar                 | Medalla           | Prueba           |
| 1965               | Davos (Suiza)         | Medalla de oro    | Doble            |
| 1969               | Königssee (RFA)       | Medalla de bronce | Individual       |
| 1970               | Königssee (RFA)       | Medalla de bronce | Individual       |
| Campeonato Europeo |                       |                   |                  |
| Año                | Lugar                 | Medalla           | Prueba           |
| 1970               | Hammarstrand (Suecia) | Medalla de plata  | Individual       |
| 1971               | Imst (Austria)        | Medalla de plata  | Individual       |